# 天神森古墳
天神森古墳（てんじんもりこふん）は、山形県東置賜郡川西町にある、古墳時代前期後半のものと推定される前方後方墳。山形県指定史跡。

## 概要
大きさは、全長約75.58メートル、高さ約4.26メートル、後方部幅51.05メートルで、周りには周溝を持つ。
昔から「天神森の墳丘は古墳ではないか」と指摘があったが、1980年（昭和55年）5月の川西町教育委員会とまんぎり会による調査から、前方後方墳であることが確認される。さらに1982年（昭和57年）、明治大学の大塚初重教授の調査により東北地方で最大の前方後方墳である事が判明した。
そして翌年、1983年（昭和58年）に発掘調査が行われ、
墳丘や周溝から出土した底部穿孔土器・広口甕型土器と仙台安久東遺跡の遺物との比較分析から、4世紀末から5世紀初頭ごろに築造されたものと推定される。
主体部である被葬者の埋葬部分は未発掘である。
1984年（昭和59年）7月17日には、山形県指定史跡となった。

## 主な出土品
底部穿孔土器、広口甕型土器、須恵器、土師器、赤焼土器、片口土器（中世の陶器）

## 所在地
〒999-0121

山形県東置賜郡川西町大字上小松　（複合文化施設「川西町フレンドリープラザ」に隣接。）

## アクセス
- 羽前小松駅から徒歩10分。タクシーで2分。